# Rosenhill, Botkyrka kommun
Rosenhill är en bebyggelse i södra Botkyrka kommun, Stockholms län, i närheten av Grödinge kyrka. Den var centralort i Grödinge socken mellan 1910 och 1950. Vid SCB:s avgränsning 2020 klassades bebyggelsen som en småort. 
Ortens historia börjar då en lanthandel anlades här 1872, och runt denna växte samhället upp. När Vårsta bebyggdes på 1950-talet tappade Rosenhill sin roll som socknens centralort. I dag ligger här ett galleri och ett café samt en bensinmack.
Vid Rosenhill utgår länsväg 257 från länsväg 225.